# ریویچی دوگاکی
ریویچی دوگاکی (انگلیسی: Ryuichi Dogaki؛ زادهٔ ۸ ژانویهٔ ۱۹۸۸) بازیکن فوتبال اهل ژاپن است.
از باشگاه‌هایی که در آن بازی کرده‌است می‌توان به باشگاه فوتبال سرزو اوساکا اشاره کرد.